# Pfarrkirche Kirchschlag in der Buckligen Welt

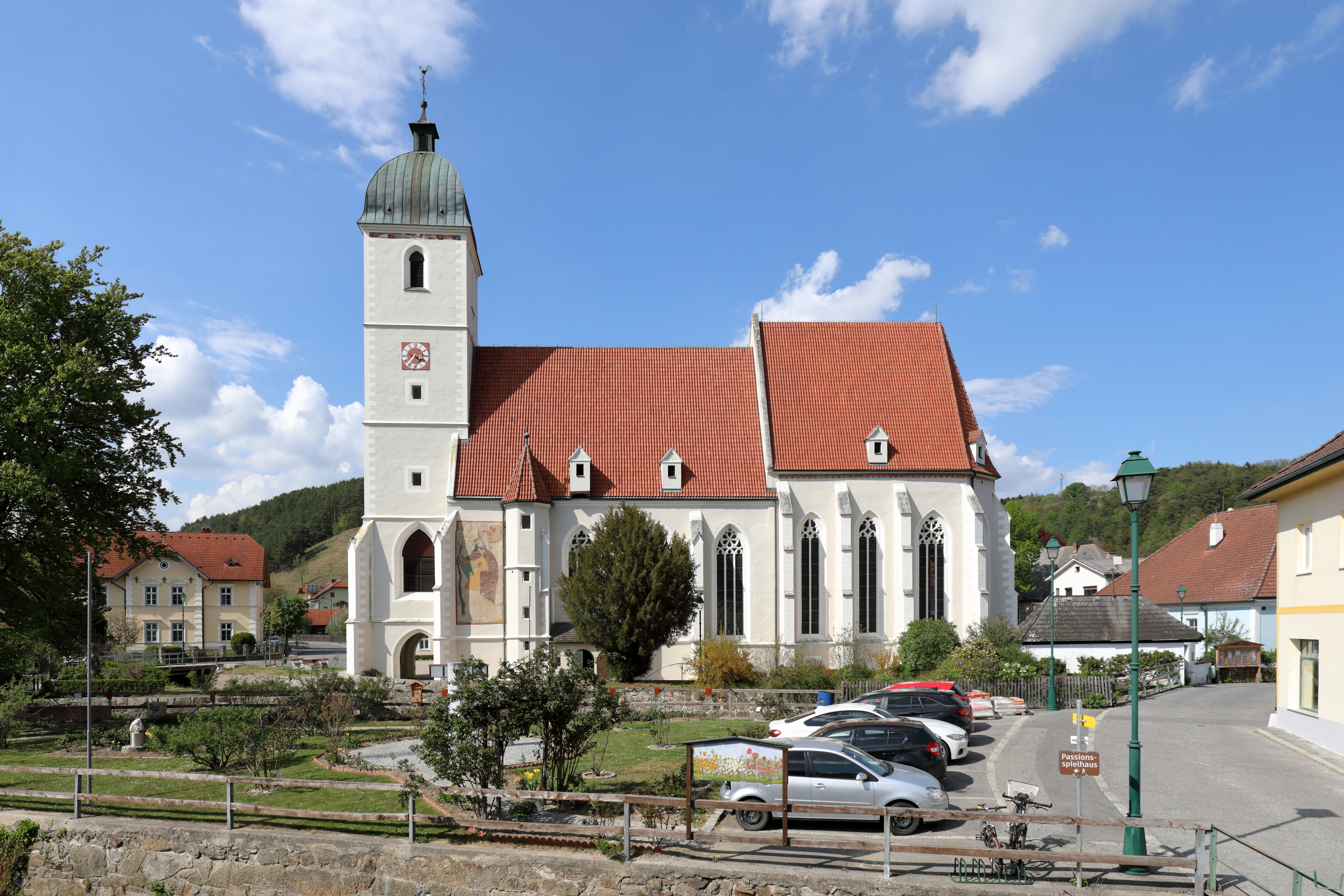
Katholische Pfarrkirche hl. Johannes der Täufer in Kirchschlag in der Buckligen Welt

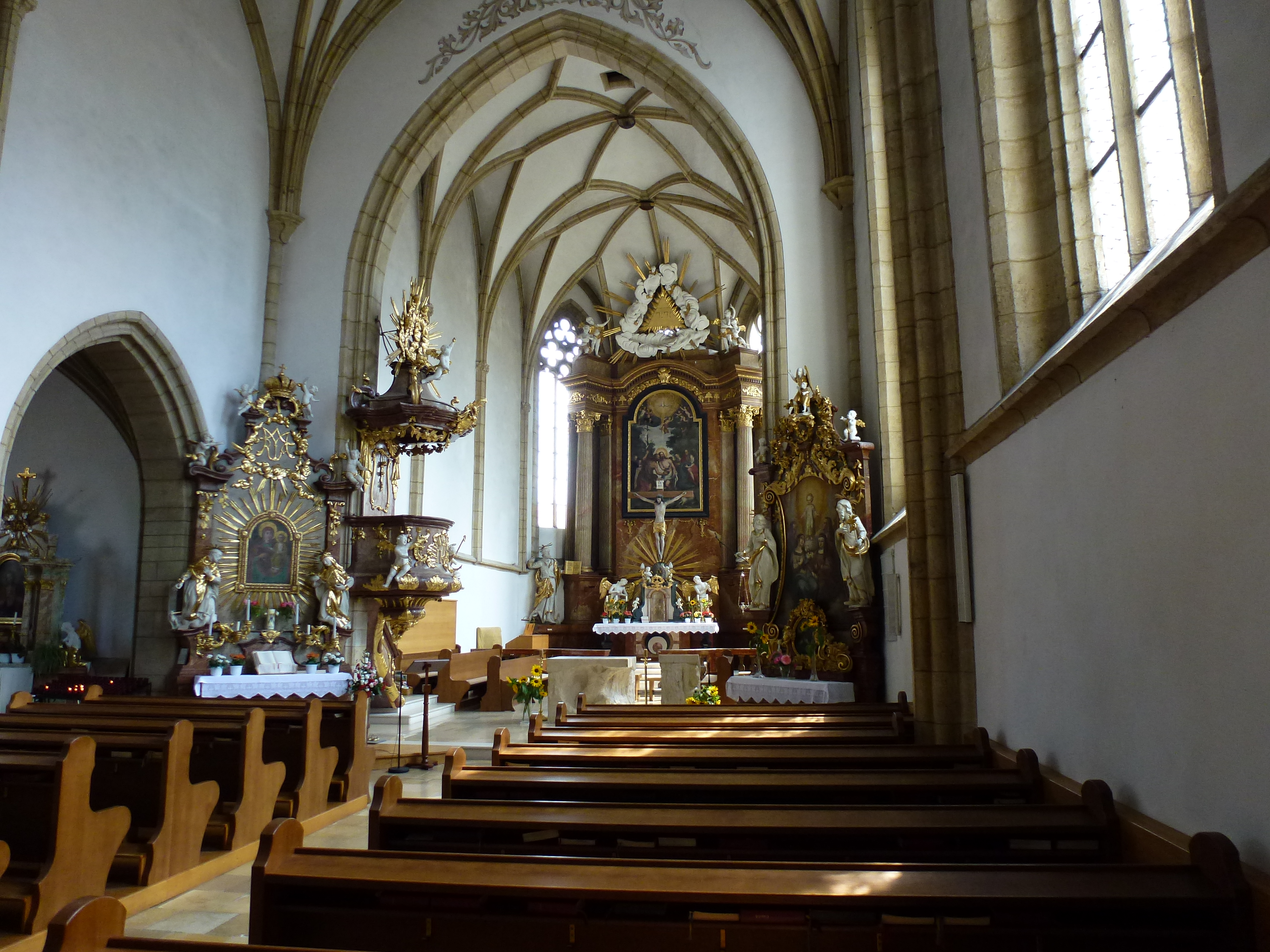
Im südlich gefensterten hohen Südschiff des Langhaus zum hohen geosteten Chor

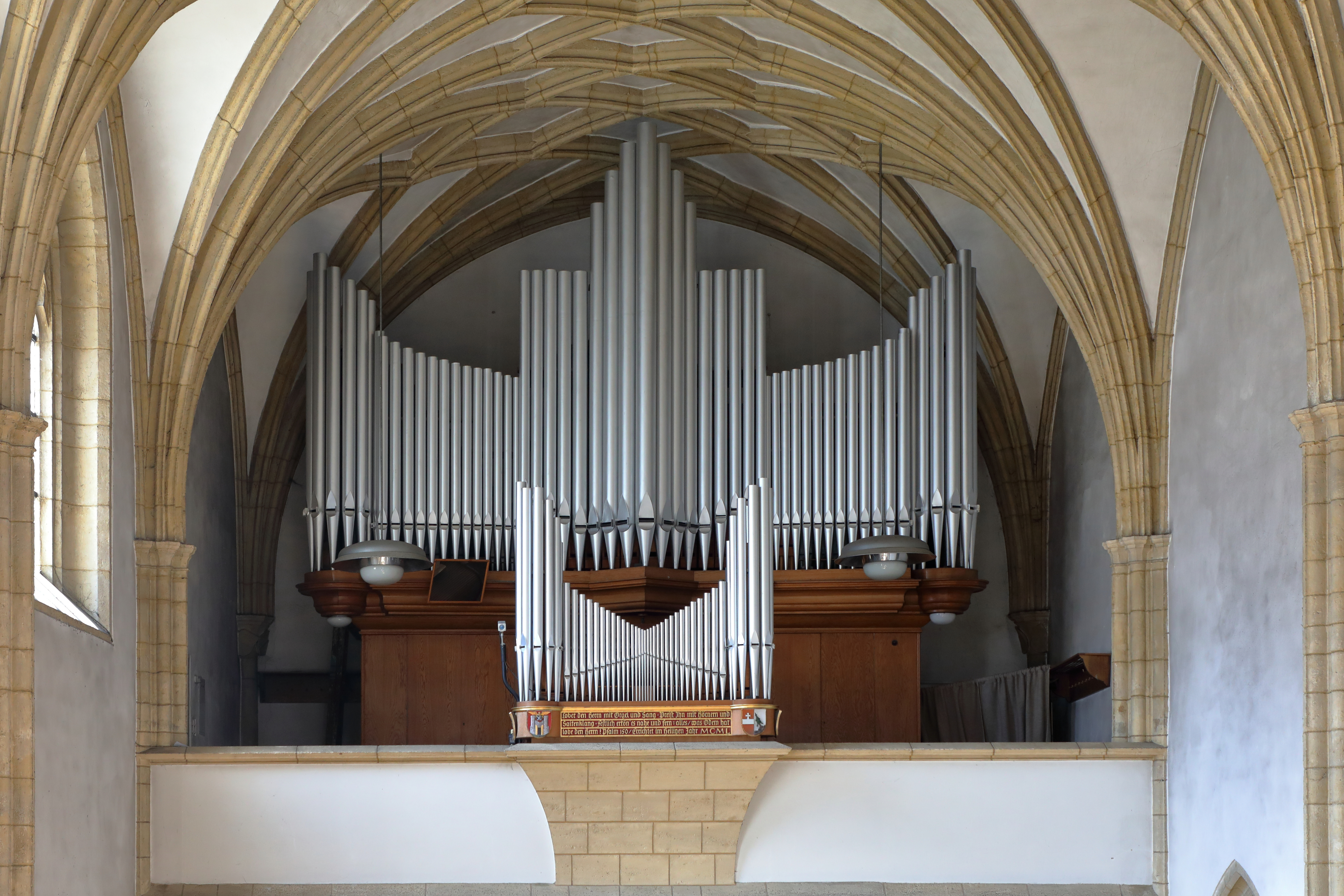
Kauffmann-Orgel aus dem Jahr 1950

Die römisch-katholische Pfarrkirche Kirchschlag in der Buckligen Welt steht am nördlichen Ufer des Zöbernbaches in der Ortsmitte der Stadtgemeinde Kirchschlag in der Buckligen Welt im Bezirk Wiener Neustadt-Land in Niederösterreich. Die dem heiligen Johannes der Täufer geweihte Pfarrkirche gehört zum Dekanat Kirchschlag im Vikariat Unter dem Wienerwald der Erzdiözese Wien. Die ehemalige Wehrkirche steht unter Denkmalschutz.

## Geschichte
Die ursprüngliche Filiale der Pfarrkirche Bromberg wurde urkundlich 1281 Vikariat und wurde um 1300 zur selbständigen Pfarrkirche erhoben und war bis 1700 eine Patronatspfarrkirche vom Stift Reichersberg in Oberösterreich.
Reste eines Chorquadrates und einer nördlichen Langhausmauer einer romanischen Chorquadratkirche wohl aus der zweiten Hälfte des 12. Jahrhunderts wurde im Jahre 1970 teilweise ausgegraben. Diesem Kirchenbau folgte wohl im 14. Jahrhundert ein Neubau eines größeren Langhauses, welche im Kern erhalten ist. Nach Zerstörungen durch einen Brand im Jahre 1459 – eine Brandschicht wurde 1970 unter dem Chor ergraben – erfolgte mit einer Stiftung von Christoph von Pottendorf ein Wiederaufbau und Umbau.

## Architektur
Der spätgotische Kirchenbau hat ein asymmetrisches zweischiffiges Langhaus mit einem hohen südlichen Hauptschiff und einem niedrigeren nördlichen kapellenartigen Seitenschiff, einen hohen Polygonalchor am Hauptschiff und einen mächtigen Westturm. Der Kirchenbau wurde zur Wehrkirche ausgebaut und ist von Resten der ehemaligen Wehrkirchhofanlage umgeben.

## Ausstattung
Der klassizistische Hochaltar aus den Jahren 1791/1792 wurde 1954 umgebaut.
Die Orgel mit einem Freipfeifenprospekt baute Johann M. Kauffmann 1950. Sie zeigt am Brüstungspositiv die Wappen von Niederösterreich, Kirchschlag, Papst Pius XII. und Erzbischof Kardinal Theodor Innitzer.